# American Alpine Journal
Pour les articles homonymes, voir Alpine Journal (homonymie) et AAJ.
L’American Alpine Journal ou AAJ est une revue publiée tous les ans par l'American Alpine Club. Son objectif est « de documenter et de communiquer l'exploration de la montagne »,.
Sous-titré « The World's Most Significant Climbs » (en français : « Les principales ascensions dans le monde »), le magazine contient des reportages sur des nouvelles voies d'ascension et des ascensions remarquables, écrites par des alpinistes, ainsi qu'une section Climbs and Expeditions contenant des notes rédigées par des alpinistes à propos d'ascensions récentes et dignes d'intérêt. Des articles généraux concernant l'escalade, l'alpinisme, la médecine de montagne, l'environnement en milieu montagneux et d'autres sujets, peuvent également figurer dans la revue. Chaque édition comporte en outre des critiques d'ouvrages spécialisés, la nécrologie de membres décédés pendant l'année écoulée et des informations sur l'activité du club.

## Histoire
L’American Alpine Journal est créé en 1929. Entre 1957 et 1958, son rédacteur en chef est Francis P. Farquhar. De 1960 à 1995, son rédacteur en chef Hubert Adams Carter, fait du journal une référence à l'international. De 1996 à 2001, son rédacteur en chef est Christian Beckwith et, depuis 2002, ce poste est occupé par John Harlin III. Le format du journal n'a que peu évolué depuis les années 1970, mais il existe actuellement des projets d'étendre les sujets couverts au monde entier (en particulier à l'Europe et à la Nouvelle-Zélande) et de publier une édition électronique sur internet.

## Journaux similaires
D'autres journaux similaires existent de par le monde, le plus célèbre étant l’Alpine Journal publié par l'Alpine Club britannique, mais également la Revue canadienne alpine publiée par le Club alpin du Canada, l’Himalayan Journal publié par l'Himalayan Club et l’Iwa To Yuki, un magazine japonais. Ces magazines et revues sont souvent utilisées par les alpinistes pour préparer leurs expéditions et, en particulier, par ceux désirant emprunter une nouvelle voie (il s'agit alors de vérifier que la voie en question n'a jamais été empruntée). Les entrées dans ces revues (et dans d'autres) concernant les principaux sommets de l'Himalaya sont indexées dans l'Himalayan Index.

## Édition numérique
En mars 2007, l’American Alpine Journal lance un outil de recherche gratuit permettant la consultation des éditions passées, jusqu'en 1966. Les numéros antérieurs à 1966 doivent être numérisés par la suite.  